# Dovydas Kaminskas
Dovydas Kaminskas (* 25. Januar 1989 in Tauragė) ist ein litauischer liberaler Politiker, seit 2019 Bürgermeister der Rajongemeinde Tauragė, jüngster amtierender Bürgermeister in Litauen (2019-).

## Leben
Nach dem Abitur am Gymnasium absolvierte Dovydas Kaminskas von 2008 bis 2012 das Bachelorstudium des Rechts und Verwaltung an der Mykolo Romerio universitetas in der litauischen Hauptstadt Vilnius und von 2012 bis 2015 das Masterstudium Völkerrecht an der Universität Kopenhagen, Dänemark. Beim Studium arbeitete er in den Bereichen wie Handel, Dienstleistungen und Landwirtschaft.
2012 war er Notargehilfe in einem Notarbüro in Vilnius. Von 2015 bis 2019 war er Berater des Bürgermeisters Sigitas Mičiulis in Tauragė. Bei den Kommunalwahlen in Litauen 2019 wurde er zum Bürgermeister gewählt und 2023 zur zweiten Amtszeit wiedergewählt.
Kaminskas war Vorstandsvorsitzende der Tauragė-Rundtisch-Jugendorganisation  („Tauragės apskritasis stalas“).
Er ist Mitglied von Lietuvos šaulių sąjunga. Er absolvierte 12-mal den Marathonlauf und treibt auch Triathlon.
Kaminskas spricht englisch, dänisch und russisch.